# Би-Кейв (Техас)
Би-Кейв (англ. Bee Cave) — город в американском Штате Техас, в округе Травис. Население — 9144 человека (2020 год).

## История
Название «Би-Кейв» переводится как «пчелиная пещера»: недалеко от города была найдена большая пещера с дикими пчёлами. В 1870 году здесь открылось почтовое отделение под названием Би-Кейвз (англ. Bee Caves). Статус инкорпорированного получил в 1987 году. С апреля 2023 года получил статус сообщества DarkSky International, став седьмым городом в Техасе и 39-м в мире городом с таким статусом.

## География
Находится в 12 милях к западу от Остина, граничит на северо-западе с Лейкуэем.
По данным Бюро переписи населения США на 2010 год, площадь города составляла 6,7 км². К 2010 году Би-Кейв вырос из деревни в город, расширив свою площадь до 18 км². На 2020 год площадь города составляет 22,21 км².
Высота центра — 283 м. Рельеф преимущественно холмистый, высота над уровнем моря — от 267 до 312 м.

### Климат
Характерен субтропический океанический климат, по классификации Кёппена — Cfa (умеренный без сухого сезона, но с жарким летом). Обычно в городе долгое жаркое лето и короткая прохладная зима.
| Показатель              | Янв. | Фев. | Март | Апр. | Май | Июнь | Июль | Авг. | Сен. | Окт. | Нояб. | Дек. | Год |
| ----------------------- | ---- | ---- | ---- | ---- | --- | ---- | ---- | ---- | ---- | ---- | ----- | ---- | --- |
| Средний максимум, °C    | 16   | 19   | 23   | 26   | 29  | 33   | 34   | 35   | 32   | 27   | 21    | 17   | 26  |
| Средняя температура, °C | 11   | 12   | 16   | 20   | 24  | 27   | 28   | 29   | 26   | 21   | 16    | 11   | 20  |
| Средний минимум, °C     | 6    | 8    | 12   | 16   | 19  | 23   | 24   | 24   | 21   | 16   | 11    | 7    | 16  |
| Норма осадков, мм       | 41   | 43   | 53   | 53   | 99  | 79   | 41   | 43   | 64   | 76   | 58    | 43   | 693 |
| Источник:               |      |      |      |      |     |      |      |      |      |      |       |      |     |

## Население
| Происхождение                      | Человек | Доля населения |
| ---------------------------------- | ------- | -------------- |
| Белые (не испаноязычные)           | 6047    | 66,13%         |
| Чернокожие                         | 246     | 2,69%          |
| Индейцы                            | 4       | 0,04%          |
| Азиаты                             | 1185    | 12,96%         |
| Выходцы из Океании                 | 5       | 0,05%          |
| Иные расы                          | 67      | 0,73%          |
| Смешанного происхождения           | 418     | 4,57%          |
| Латиноамериканцы или испаноязычные | 1172    | 12,82%         |
| Итого                              | 9144    | 100%           |

По данным переписи за 2020 год, в городе проживало 9144 человека (3083 домохозяйства и 1731 семья). Плотность населения — 97,3 чел. на км². Насчитывалось 4044 жилых помещения, плотность размещения — 36,5 на км².
Из 3083 домохозяйств 50,2% — семьи с детьми до 18 лет, 79,7% — женатые пары; 2,4% — женщины как единоличные владельцы, 16,9% — лица, не состоящие в родственных или семейных отношениях. Около 9,7% домохозяйств состояли из индивидуалов, 2,4% — люди, на попечении которых находился пожилой человек в возрасте от 65 лет. Средний размер домохозяйства — 3,17, средний размер семьи — 3,38.
Распределение населения по возрастным категориям: 33,1% — лица до 18 лет, 3,8% — лица от 18 до 24 лет, 34,8% — лица от 25 до 44 лет, 23,2% — лица от 45 до 64 лет, 5,2% — лица старше 65 лет. Средний возраст — 36 лет. На 100 женщин в среднем приходилось 108,9 мужчин, на 100 женщин в возрасте от 18 лет и старше — 104,2 мужчины.
Медианный доход на 2015 год — $129 270 на домохозяйство, медианная стоимость дома — ;597 091. Медианный доход мужчин — 100 тысяч долларов, у женщин — 59 тысяч. Доход на душу населения — 53 911. За чертой бедности не находилась ни одна семья, ни одно лицо моложе 18 лет или старше 74 лет, но при этом 2,7% населения проживали за этой чертой.
Код FIPS — 48-07156.
Индекс GNIS — 2413532.

## Экономика
В Би-Кейв находится головной офис компании American Campus Communities, а именно в зданиях T и S, в отделе развития торговых сетей Hill Country Galleria. Компания перенесла туда головной офис в декабре 2010 года.

## Политика и инфраструктура
По состоянию на 2021 год в городе действует Департамент полиции Би-Кейв (англ. Bee Cave Police Department), начальник — Брайан Джонс, бывший начальник департамента полиции Остина (англ. Austin Police Department). По состоянию на 20 человек в департаменте работали 20 офицеров и один гражданский служащий.

## Образование
Би-Кейв входит в состав отдельного школьного округа Лейк-Травис. Три начальные школы — Би-Кейв, Лейк-Пойнт (англ. Lake Pointe, невключённая территория) и Лейкуэй (англ. Lakeway, в одноимённом городе) — подчиняются Би-Кейву и районам Лейкуэя. 
Средняя школа Лейк-Травис охватывает большую часть Би-Кейва, средняя школа Хадсон-Бенд (англ. Hudson Bend) — территории к северо-западу, обе школы находятся в невключённых территориях. Высшая школа Лейк-Травис охватывает весь Би-Кейв, относится к невключённой территории; с 2019 года средняя школа Би-Кейв (англ. Bee Cave Middle School) также охватывает весь Би-Кейв.

## В культуре
- Легислатура Техаса в 2007 году закрепила за Би-Кейвом статус «Западного полюса Земли»[24].
- Один из героев игры Team Fortress 2, Инженер, считается выходцем из Би-Кейв[25].